# Samuel Scheidt
Samuel Scheidt (Halle, 3 novembre 1587 – Halle, 24 marzo 1654) è stato un compositore e organista tedesco, considerato uno dei più grandi compositori del XVII secolo.

## Biografia
Nato ad Halle (la città che diede i natali anche a Georg Friedrich Händel) fu dapprima (1603) organista presso la Moritzkirche, poi si spostò ad Amsterdam per studiare con Jan Pieterszoon Sweelinck dal 1607 al 1609, al tempo il più importante musicista e compositore, insieme al veneziano Giovanni Gabrieli. 
Dopo essere tornato ad Halle, diventò organista nella cappella reale del Margravio Christian Wilhelm di Brandeburgo. La sua conoscenza nella cosiddetta organologia (rectius organaria) lo porta a Bayreuth, insieme a Michael Praetorius e Heinrich Schütz nel 1618, per provare e modificare un organo. Sempre con Michael Praetorius, in precedenza, si rese protagonista di una sfida (1614) tra musicisti, cosa non rara all'epoca, organizzata per testare le capacità musicali dei due sfidanti. 
Al contrario di altri musicisti, rimase in Sassonia anche durante la Guerra dei trent'anni, cercando di barcamenarsi fra piccoli lavori e la didattica. Nel 1624 pubblicò la sua importante Tabulatura Nova, una raccolta di musiche per organo e clavicordo che presentava per la prima volta la scrittura su pentagramma. 
Nel 1627 si sposò con Helena Magdalena Keller ed ebbe 7 figli, solo 2 dei quali sopravvissero all'epidemia di peste del 1636.
Con la fuga del margravio di fronte alle truppe del Wallenstein (1628) perse il lavoro a corte, ma diventò Director musices in tre chiese di Halle. Dopo alterne vicende che videro il ritorno del cattolicesimo nella sua città e nonostante nel 1644 avesse dato alle stampe 70 sinfonie, morì in povertà nel 1654.

## Stile

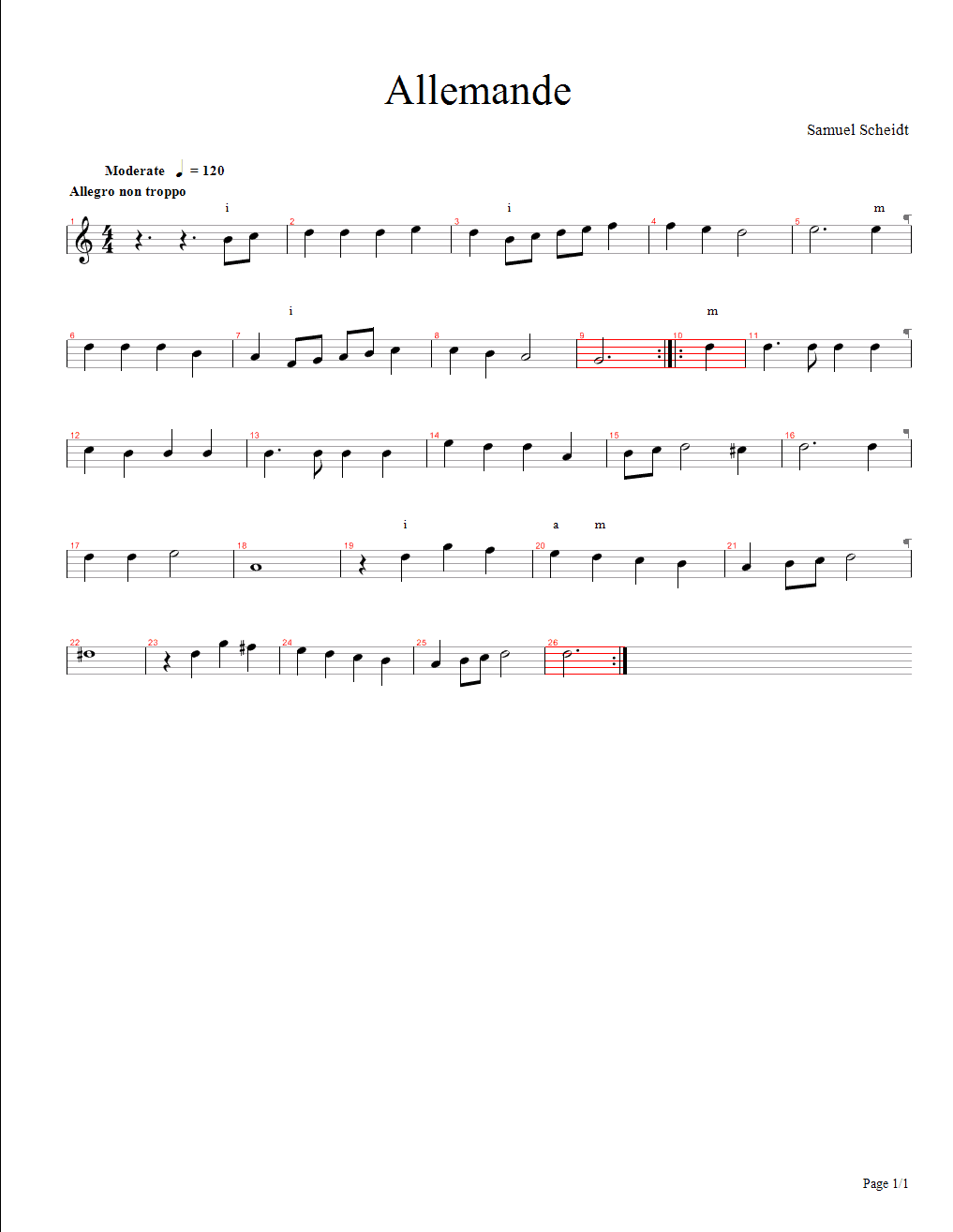
Allemanda di Scheidt.

Per la sua vasta produzione musicale, in prevalenza di carattere sacro, si ricordano Cantiones sacrae, Concertus sacri, per voci accompagnate, ma anche nella musica profana, specialmente madrigalistica, organistica e strumentale pubblicata dal 1620 al 1650, Samuel Scheidt è posto, insieme a Heinrich Schütz e Johann Hermann Schein, tra i maggiori maestri tedeschi del proprio tempo. Viene considerato come il fondatore dell'arte organistica del primo Barocco della Germania settentrionale e centrale, creatore di una scrittura organistica nutrita di contrappunto lineare e chiaramente cantante.
Scheidt iniziò uno stile caratteristico che non risentiva più dell'influenza della musica italiana, in prevalenza romana e veneziana, come invece accadeva nel sud della Germania, ma era indipendente, richiamando nei testi le tematiche prevalenti di stampo protestante. Il suo corpus compositivo si divide in due parti: musica strumentale dedicata all'organo, altra dedicata agli strumenti cordofoni ed ai fiati. Poi musica vocale, preminentemente sacra, e a cappella. Altra scritta con il sostegno delle voci con la novità della sua epoca, il basso continuo. Ebbe fama al di fuori della Germania, ed anche Johann Sebastian Bach, ne lodò le virtù musicali.

## Selezione delle opere
- Cantiones sacrae (1620)
- Cantiones sacræ (4 volumi, 1621)
- Ludi musici (1621)
- Tabulatura nova I-III (1624)
- Geistliche Konzerte Teil I (1631)
- Geistliche Konzerte Teil II (1634)
- Geistliche Konzerte Teil III (1635)
- Liebliche Kraftblümlein (1635)
- Geistliche Konzerte Teil IV (1640)
- LXX Symphonias (1644)
- Görlitzer Tabulaturbuch (1650)